# Bucculatrix alaternella
Bucculatrix alaternella är en fjärilsart som beskrevs av Alexandre Constant 1889. Bucculatrix alaternella ingår i släktet Bucculatrix och familjen kronmalar. Inga underarter finns listade i Catalogue of Life.

## Bildgalleri

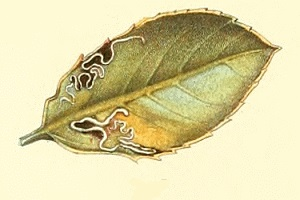